# 末吉慶子
末吉 慶子（すえよし けいこ、1987年8月21日 - ）は、日本の女優。東京都出身。タイムフライズ所属。

## 来歴
日本女子大学付属小、中、高を卒業。その後、桐朋芸術短期大学芸術科に入学し、演技を学ぶ。
2018年1月10日、自身のTwitterで「tamico.」への改名を発表した。

## 出演

### 舞台
- 蟠龍（2014年）
- ヨシナニ（2014年）
- 華のまるやま七人みさき〜泥に咲くのが蓮の花〜（2013年）
- 2012年版 おぐり〜打ち捨てられし人々の御物語〜（2012年）
- おせきとムジナと戻り橋（2011年）
- 金の卵 1970（2010年）
- 森は生きている（2009年）

### TV
- 葬儀屋松子の事件簿3／テレビ東京（2013年）